# Korjú
Korjú (古流) je japonský výraz. V překladu znamená „stará škola“.

## Bojová umění
V oblasti bojových umění se tento výraz používá pro označení japonských bojových systémů vzniklých do období Restaurace Meidži (1866–1869) v Japonsku.
Podobný význam mají Kobudó (古武道) – „stará cesta boje“ nebo Kobudžucu (古武術) – „staré umění boje“.
Bojové systémy vzniklé po období Meidži (1868–1912) jsou označovány jako Gendai budó (現代武道) „moderní cesta boje“. Ze známých bojových umění se jedná o judo, aikido, karate-do, kendó a některé směry iaidó.

## Ikebana
Také v oblasti ikebany se setkáváme se styly „staré školy“, například Isuzu korjú (五十鈴古流), Kacura korjú (桂古流), Korjú riankai (古流理恩会), Korjú šóókai (古流松應会), Korjú šótókai (古流松藤会), Mijako korjú (都古流). Mezi nejstarší patří styl tatebana (立て花). 